# Epidendrum watsonianum
Epidendrum watsonianum är en orkidéart som beskrevs av Henry Frederick Conrad Sander. Epidendrum watsonianum ingår i släktet Epidendrum och familjen orkidéer. Inga underarter finns listade i Catalogue of Life.